# Libnotes familiaris
Libnotes familiaris är en tvåvingeart som beskrevs av Osten Sacken 1882. Libnotes familiaris ingår i släktet Libnotes och familjen småharkrankar. Inga underarter finns listade i Catalogue of Life.